# Rhopalosoma guianense
Rhopalosoma guianense är en stekelart som beskrevs av Schulz 1906. Rhopalosoma guianense ingår i släktet Rhopalosoma och familjen Eumenidae. Inga underarter finns listade i Catalogue of Life.